# Souphanouvong
Prins Souphanouvong (Lao: ສຸພານຸວົງ), född 13 juli 1909 i Luang Prabang, död 9 januari 1995 i Vientiane, var ledare för Laotiska revolutionära folkpartiet och president i Laos mellan 1975 och 1991.
Souphanouvong var son till prins Bounkhong, den sista vicekungen av Luang Prabang men hade till skillnad från sina mer kända bröder prins Souvanna Phouma och prins Boun Oum av Champasak en mor som inte var adlig. De senare två stod under inbördeskriget i Laos som ledare för den neutrala respektive den kungavänliga sidan i konflikten.
Han arbetade i hamnen i Le Havre innan han avlade ingenjörsexamen vid École Nationale des Ponts et Chaussées.
Souphanouvong fick sin utbildning i Frankrike och Vietnam, där de socialistiska strömningarna var starka. Han påverkades starkt av detta och blev snart en hängiven kommunist. Han var först medlem i Vietminh innan han 1951 grundade den kommunistiska motståndsrörelsen Pathet Lao i sitt hemland.

## Efter hans grundade av en kommunistisk motståndsrörelse
Souphanouvongs öppna engagemang i den kommunistiska rörelsen gav honom smeknamnet Den röde prinsen och han blev en viktig symbol för vänsterrörelsen i landet. Han ledde Pathet Lao både som politisk och militär ledare och ingick i flera koalitionsregeringar i landet från 1953 fram till att kommunisterna tog makten i Laos 1975. 1972 bytte Pathet Lao namn till Laotiska revolutionära folkpartiet med Souphanouvong som partiordförande och efter maktövertagandet 1975 utsågs han till landets president.

## Presidenttid
Souphanouvongs politiska roll var dock till största delen symbolisk och den makt han hade kom han successivt att förlora under åren som följde. 1986 hade han i praktiken förlorat allt politiskt inflytande men fick sitta kvar som president fram till 1991 då han tvingades dra sig tillbaka från offentligheten. Under resten av sitt liv levde han ett tillbakadraget liv i huvudstaden  Vientiane.